# Csernova
Csernova (szlovákul Černová) Rózsahegy nyugati településrésze Szlovákiában, a Zsolnai kerület Rózsahegyi járásában.

## Fekvése
Rózsahegy északnyugati végét alkotja a Vág bal partján.

## Története
Egykor önálló falu, melyet 1376-ban Nagy Lajos király oklevelében említenek először. A király ekkor adja a települést Rózsahegy városának, amelynek ettől kezdve tulajdonképpen egyik utcája lett. 1625-ben 9 házában 17 jobbágy és 6 zsellércsalád élt. 1715-ben 32 adózó háztartása volt. 1720-ban 26 volt az adózók száma a településen. Az 1766. évi első népszámlálás során 268 lakosa volt. 1784-ben 77 házában 601-en laktak.
A 18. század végén Vályi András így ír róla: „CSERNOVA. Tót falu Liptó Vármegyében, földes ura a’ Királyi Kamara, lakosai katolikusok, fekszik Vág vize mellett, Rozenbergátol 3/4. mértföldnyire, ’s ennek filiája, ámbár legelője a’ fejős marháknak igen hasznos, földgyének fele termő, mint hogy határjának fele síkos, és fája is elegendő, szálakkal, kézi munkával is kereshetnek pénzt; de mivel legelője vonó marháinak szoross, földgyének fele sovány, és határját a’ víz járja, a’ második Osztályba tétettetett.”
1825-ben már 860 lakost számláltak össze a településen. 1828-ban 107 háza és 880 lakosa volt.
Fényes Elek 1851-ben kiadott geográfiai szótárában így ír a faluról: „Csernova, tót falu, Liptó vármegyében, 880 kath. lak. tulajdonképen Rozenbergnek egy utczáját teszi. F. u. a kamara.”
Csernova 1885 körül lett Rózsahegy része.

### A csernovai tragédia
A község szülötte, a szlovák nemzeti mozgalom egyik alakja, Andrej Hlinka templom építését kezdeményezte a faluban a 20. század elején. Ennek felépülte után, 1907-ben a község lakói ragaszkodtak hozzá, hogy ő szentelje fel a templomot. Mivel azonban Hlinka korábban a katolikus egyházi vezetéssel konfliktusba keveredett, el volt tiltva a papi hivatástól. Ezért tüntetés robbant ki, melynek során a csendőrség a tömegbe lőtt. A tragédiának 15 halálos áldozata volt, később a falu 40 lakosát ítélték börtönbüntetésre. Az eseményre a temetőben emlékmű, a helyszínen pedig emléktábla emlékeztet.

## Nevezetességei
- Rózsafüzéres Szűz Máriának szentelt római római katolikus temploma 1907-ben épült neogótikus stílusban.

## Híres emberek
- Itt született Andrej Hlinka katolikus pap, a szlovák nemzeti mozgalom egyik vezetője. Szülőhelyét emléktábla jelöli.

## Lásd még
- Rózsahegy
- Fehérpatak
- Hrboltó
- Vlkolinec